# سفارة كوريا الشمالية في بولندا
سفارة كوريا الشمالية في بولندا هي أرفع تمثيل دبلوماسي لدولة كوريا الشمالية لدى بولندا. تقع السفارة في وهي تهدف لتعزيز المصالح الكورية شمالية في بولندا.

## وصلات خارجية
- الموقع الرسمي
- قائمة سفارات كوريا الشمالية
- قائمة السفارات في بولندا